# William Tidball
William "Will" Tidball, né le 22 avril 2000 à Exmouth (Angleterre), est un coureur cycliste britannique, spécialiste de la piste. Il est notamment champion du monde du scratch en 2023.

## Palmarès sur piste

### Championnats du monde
| Édition / Épreuve | Course scratch |
| Glasgow 2023      | Or             |

### Championnats d'Europe
| Édition / Épreuve        | Poursuite par équipes                   | Américaine             | Scratch | Élimination |
| Apeldoorn 2021 (espoirs) | Argent (avec George, Rushby et Britton) | Or (avec Rhys Britton) |         | Bronze      |
| Granges 2021             | Bronze (avec Tanfield, Wood et Britton) |                        | '       |             |
| Anadia 2022 (espoirs)    | 4e                                      | Argent                 | Or      |             |
| Munich 2022              | Bronze                                  |                        |         | 5e          |
| Apeldoorn 2024           |                                         |                        |         | Argent      |
| Heusden-Zolder 2025      | Argent                                  |                        | Bronze  |             |

### Coupe du monde
- 2018-2019
  - 3e de la poursuite par équipes à Londres

### Coupe des nations
- 2023
  - 1er de l'élimination au Caire
  - 3e de la poursuite par équipes à Jakarta
- 2024
  - 1er de la poursuite par équipes à Adélaïde (avec Joshua Tarling, Josh Charlton, Rhys Britton et Charlie Tanfield)

### Ligue des champions
- 2021
  - 3e du scratch à Londres
- 2023
  - 1er de l'élimination à Londres (I)
  - 2e de l'élimination à Palma
  - 3e de l'élimination à Berlin
- 2024
  - 3e du scratch à Apeldoorn (II)

### Championnats nationaux
- 2017
  -  Champion de Grande-Bretagne de l'américaine juniors (avec Ethan Vernon)
  - 3e du championnat de Grande-Bretagne de l'américaine
- 2019
  - 2e du championnat de Grande-Bretagne de poursuite par équipes
  - 3e du championnat de Grande-Bretagne de l'omnium
  - 3e du championnat de Grande-Bretagne du scratch
- 2022
  -  Champion de Grande-Bretagne du scratch
  - 3e du championnat de Grande-Bretagne de l'omnium
- 2023
  -  Champion de Grande-Bretagne de poursuite par équipes
  - 2e du championnat de Grande-Bretagne de course aux points

## Palmarès sur route

### Par année
- 2017
  - Junior CiCLE Classic
- 2018
  - Prologue de l'Isle of Man Junior Tour
- 2023
  - 3e étape de la Ronde de l'Oise

### Classements mondiaux
| Année                                 | 2019  | 2020 | 2021 | 2022  | 2023  |
| ------------------------------------- | ----- | ---- | ---- | ----- | ----- |
| Classement mondial                    | 3312e | nc   | nc   | 2288e | 1690e |
| UCI Europe Tour                       | 2009e | nc   | nc   | 1436e | nc    |
|                                       |       |      |      |       |       |
| Légende : nc = non classéSource : UCI |       |      |      |       |       |